# 郭鳳
郭鳳（?—?），字君張，勃海郡（今河北省南皮县）人。东汉方士。
郭鳳官至博士，喜欢图谶，善长论说灾异和吉凶占应。得病後，他自己预先知道了死期，预先让弟子买棺材和斂葬的器具，到了那一天，就像他说的那样他就死了。